# Grande Prêmio de Mônaco de 1970
Resultados do Grande Prêmio de Mônaco de Fórmula 1 realizado em Montecarlo em 10 de maio de 1970. Terceira etapa do campeonato, foi vencido pelo austríaco Jochen Rindt, da Lotus-Ford, num dia onde Jack Brabham ficou em segundo pela Brabham-Ford e Henri Pescarolo em terceiro com a Matra.

## Resumo

### Chris Amon vence o BRDC
Uma semana após o Grande Prêmio da Espanha realizou-se no Circuito de Silverstone a edição de 1970 do Troféu Internacional do British Racing Drivers' Club (BRDC) ou Clube Britânico dos Pilotos de Corrida, no entanto a baixa adesão das equipes de Fórmula 1 resultou na inserção de carros da Fórmula 5000 para completar o grid e nele o pole position era Chris Amon, da March. Ao seu lado na primeira fila estavam Jackie Stewart com uma March pertencente a Ken Tyrrell e a seguir dois carros da McLaren: um oficial pilotado por Denny Hulme e outro adaptado para a Fórmula 5000 sob os cuidados de Peter Gethin, enquanto a outra fila era composta por Jack Brabham (Brabham), Bruce McLaren (McLaren) e Graham Hill (Lotus).
Na primeira bateria a liderança de Hulme durou até ser este ultrapassado por Amon, que triunfou com Stewart em segundo. Antes de iniciada a nova bateria os organizadores da prova determinaram a formação do grid de acordo com as posições dos treinos e não pelo resultado da prova anterior, excluindo-se os que abandonaram a disputa. Mais uma vez Amon foi superado por um rival, sendo que Stewart liderou tanto em pista úmida quanto seca, porém seu triunfo dependia de uma diferença superior a doze segundos em relação a Chris Amon, entretanto o neozelandês acelerou o bastante para manter sua "margem de segurança" e ficou na segunda posição, resultado necessário para garantir a vitória.

### Estreia de Ronnie Peterson
Nos treinos a March fez de Jackie Stewart o pole position em mais um ótimo resultado para Ken Tyrrell enquanto a "equipe oficial" pôs Chris Amon em segundo lugar. Nas posições seguintes estavam Denny Hulme pela McLaren e Jack Brabham pela Brabham. Quinto colocado, o belga Jacky Ickx amargou o terceiro GP consecutivo como representante único da Ferrari. Em situação mais discreta estavam Bruce McLaren (décimo), para quem a etapa monegasca seria a última de sua carreira, e o estreante Ronnie Peterson (décimo segundo), cuja presença no grid foi garantida quando a Antique Automobiles (também denominada Colin Crabbe Racing) alugou  uma March 701 para o piloto sueco, décimo segundo no grid de largada. Dentre os não classificados à porfia monegasca, despediu-se da Fórmula 1 o francês Johnny Servoz-Gavin, titular de uma March a serviço de Ken Tyrrell. Este treino, aliás, marcou a única dobradinha da March na primeira fila.

### O vai e vem da Lotus
Idealizado por Colin Chapman e Maurice Philippe, o Lotus 72 fez sua estreia no Grande Prêmio da Espanha no último dia 19 de abril e participou do Troféu Internacional BRDC uma semana depois, contudo a equipe de Hethel (cidade-sede da Lotus) decidiu voltar ao modelo 49 para correr em Mônaco. O que seria uma decisão interna de um time ganhou contornos pitorescos: Graham Hill sofreu um acidente e foi o último a largar para a corrida, mas como a Rob Walker Racing Team não reconstruiu a tempo o carro de Hill (também um Lotus 49), a solução foi pedir emprestado a Colin Chapman o bólido de John Miles, pois este piloto não se classificou para a etapa monegasca. Embora incomum, a solicitação foi atendida.

### Brabham erra, Rindt vence
Jackie Stewart manteve o primeiro lugar desde a largada e sustentou essa posição mesmo fustigado por Chris Amon e Jack Brabham até o ídolo australiano ultrapassar Amon no vigésimo segundo giro e tornar-se o perseguidor imediato de Stewart, mas um duelo entre ambos foi frustrado quando o britânico parou nos boxes na volta 27 e de lá não saiu, pois uma falha mecânica afetou sua March. Àquela altura a corrida não dispunha de nomes como Jean-Pierre Beltoise, Bruce McLaren, John Surtees e Jacky Ickx enquanto Graham Hill se arrastava nas últimas posições.
Enquanto Jack Brabham liderava a corrida, seus concorrentes mais próximos eram Chris Amon e Denny Hulme até Jochen Rindt subir para o terceiro lugar na volta 41, logo à frente de Hulme. Pouco depois o destino dos neozelandeses não foi auspicioso: Hulme perdeu rendimento em relação a Rindt e não pôde defender-se quando Jo Siffert e Henri Pescarolo o superaram, enquanto Amon ficou a pé devido a falhas na suspensão. Entre tantos abandonos os melhores do dia passaram a ser Brabham, Rindt, Siffert e Pescarolo com os veteranos Hulme e Hill completando as posições de honra, mas Siffert foi vítima de uma pane seca a quatro giros do fim, entregando o sexto lugar para a BRM de Pedro Rodríguez.
Nove segundos à frente do adversário mais próximo, Jack Brabham parecia destinado a uma vitória tranquila, mas ao frear além do ponto ideal seu bólido saiu da pista e bateu no guard-rail na última volta entregando a vitória a Jochen Rindt, embora o australiano tenha minorado o prejuízo ao engatar a ré para finalizar em segundo com Henri Pescarolo, da Matra, assegurando o único pódio de sua carreira enquanto Denny Hulme (McLaren), Graham Hill (Lotus) e Pedro Rodríguez (BRM) completaram a zona de pontuação. Foi a única vitória de Jochen Rindt em Montecarlo, a derradeira vez onde ele marcou a volta mais rápida numa corrida e a última prova do Lotus 49. No mundial de pilotos a liderança permanecia nas mãos de Jack Brabham com 15 pontos, mesma contagem de sua equipe entre os construtores. 

## Classificação da prova

### Treino oficial
| 1       | Jackie Stewart       | March-Ford         | 1:24.0 | 1  |
| 2       | Chris Amon           | March-Ford         | 1:24.6 | 2  |
| 3       | Denny Hulme          | McLaren-Ford       | 1:25.1 | 3  |
| 4       | Jack Brabham         | Brabham-Ford       | 1:25.4 | 4  |
| 5       | Jacky Ickx           | Ferrari            | 1:25.5 | 5  |
| 6       | Jean-Pierre Beltoise | Matra              | 1:25.6 | 6  |
| 7       | Henri Pescarolo      | Matra              | 1:25.7 | 7  |
| 8       | Jochen Rindt         | Lotus-Ford         | 1:25.9 | 8  |
| 9       | Piers Courage        | De Tomaso-Ford     | 1:26.1 | 9  |
| 10      | Bruce McLaren        | McLaren-Ford       | 1:26.1 | 10 |
| 11      | Jo Siffert           | March-Ford         | 1:26.2 | 11 |
| DNQ     | Rolf Stommelen       | Brabham-Ford       | 1:26.3 | —  |
| DNQ     | Andrea de Adamich    | McLaren-Alfa Romeo | 1:26.3 | —  |
| 14      | Graham Hill          | Lotus-Ford         | 1:26.8 | 16 |
| 15      | Ronnie Peterson      | March-Ford         | 1:26.8 | 12 |
| DNQ     | George Eaton         | BRM                | 1:27.0 | —  |
| 17      | John Surtees         | McLaren-Ford       | 1:27.4 | 13 |
| DNQ     | John Miles           | Lotus-Ford         | 1:27.4 | —  |
| 19      | Jackie Oliver        | BRM                | 1:27.5 | 14 |
| DNQ     | Johnny Servoz-Gavin  | March-Ford         | 1:28.1 | —  |
| 21      | Pedro Rodríguez      | BRM                | 1:28.8 | 15 |
| Fontes: |                      |                    |        |    |

### Corrida
| Pos.    | Nº | Piloto               | Construtor         | Voltas | Tempo/Diferença  | Grid | Pontos |
| ------- | -- | -------------------- | ------------------ | ------ | ---------------- | ---- | ------ |
| 1       | 3  | Jochen Rindt         | Lotus-Ford         | 80     | 1:54:37.4        | 8    | 9      |
| 2       | 5  | Jack Brabham         | Brabham-Ford       | 80     | + 23.1           | 4    | 6      |
| 3       | 9  | Henri Pescarolo      | Matra              | 80     | + 51.4           | 7    | 4      |
| 4       | 11 | Denny Hulme          | McLaren-Ford       | 80     | + 1:28.3         | 3    | 3      |
| 5       | 1  | Graham Hill          | Lotus-Ford         | 79     | + 1 volta        | 16   | 2      |
| 6       | 17 | Pedro Rodríguez      | BRM                | 78     | + 2 voltas       | 15   | 1      |
| 7       | 23 | Ronnie Peterson      | March-Ford         | 78     | + 2 voltas       | 12   |        |
| 8       | 19 | Jo Siffert           | March-Ford         | 76     | Pane seca        | 11   |        |
| Ret     | 28 | Chris Amon           | March-Ford         | 60     | Suspensão        | 2    |        |
| NC      | 24 | Piers Courage        | De Tomaso-Ford     | 58     | Não classificado | 9    |        |
| Ret     | 21 | Jackie Stewart       | March-Ford         | 57     | Motor            | 1    |        |
| Ret     | 16 | Jackie Oliver        | BRM                | 42     | Motor            | 14   |        |
| Ret     | 8  | Jean-Pierre Beltoise | Matra              | 21     | Diferencial      | 6    |        |
| Ret     | 12 | Bruce McLaren        | McLaren-Ford       | 19     | Suspensão        | 10   |        |
| Ret     | 14 | John Surtees         | McLaren-Ford       | 14     | Pressão do óleo  | 13   |        |
| Ret     | 26 | Jacky Ickx           | Ferrari            | 11     | Semieixo         | 5    |        |
| DNQ     | 6  | Rolf Stommelen       | Brabham-Ford       |        |                  |      |        |
| DNQ     | 10 | Andrea de Adamich    | McLaren-Alfa Romeo |        |                  |      |        |
| DNQ     | 15 | George Eaton         | BRM                |        |                  |      |        |
| DNQ     | 2  | John Miles           | Lotus-Ford         |        |                  |      |        |
| DNQ     | 20 | Johnny Servoz-Gavin  | March-Ford         |        |                  |      |        |
| Fontes: |    |                      |                    |        |                  |      |        |

## Tabela do campeonato após a corrida
|         | Pos. | Piloto         | Pontos |
| ------- | ---- | -------------- | ------ |
| 1       | 1    | Jack Brabham   | 15     |
| 1       | 2    | Jackie Stewart | 13     |
| 13      | 3    | Jochen Rindt   | 9      |
| 1       | 4    | Denny Hulme    | 9      |
| 1       | 5    | Bruce McLaren  | 6      |
| Fontes: |      |                |        |

|         | Pos. | Construtor   | Pontos |
| ------- | ---- | ------------ | ------ |
| 2       | 1    | Brabham-Ford | 15     |
|         | 2    | McLaren-Ford | 15     |
| 1       | 3    | Lotus-Ford   | 14     |
| 3       | 4    | March-Ford   | 13     |
|         | 5    | Matra        | 7      |
| Fontes: |      |              |        |

- Nota: Somente as primeiras cinco posições estão listadas. Em 1970 os pilotos computariam seis resultados nas sete primeiras corridas do ano e cinco nas últimas seis. Neste ponto esclarecemos: na tabela dos construtores figurava somente o melhor colocado dentre os carros de um time.